# Dorfkirche Cannewitz

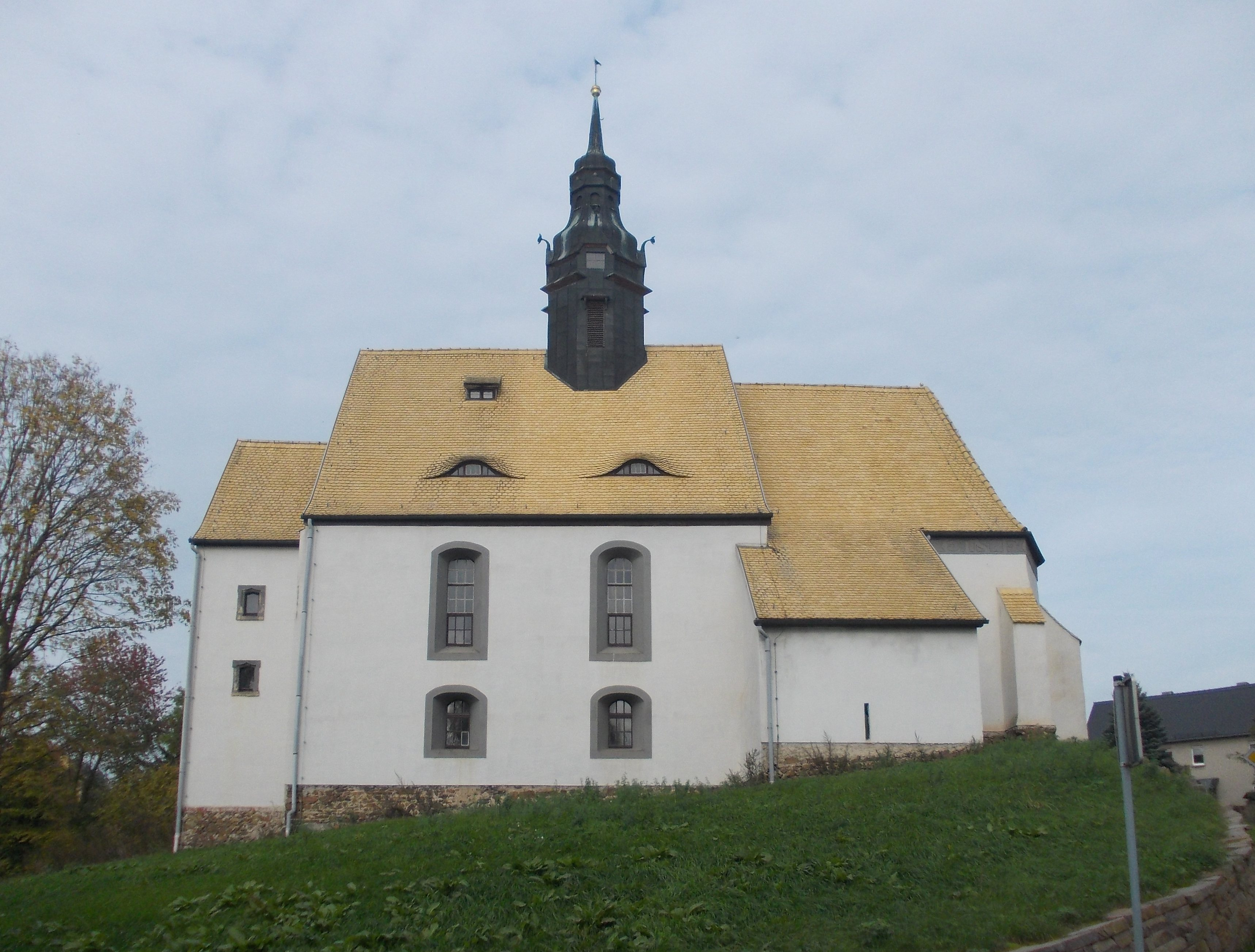
Dorfkirche Cannewitz

Die evangelische Dorfkirche Cannewitz ist eine gotische Saalkirche im Ortsteil Cannewitz von Grimma im Landkreis Leipzig in Sachsen. Sie gehört zum Kirchspiel Muldenthal im Kirchenbezirk Leipziger Land der Evangelisch-Lutherischen Landeskirche Sachsens und liegt an der Elbe-Mulde-Radroute.

## Geschichte und Architektur
Die auf einer Anhöhe gelegene gotische Saalkirche mit einem Chor des 14. Jahrhunderts wurde im Jahr 1589 (nach einer Inschrift am Gewände eines Fensters zum Saal) sowie 1662 verändert. Restaurierungen wurden in den Jahren 1822, 1899 (durch Schilling & Graebner), 1955 und 1989 vorgenommen.
Die Kirche ist ein verputztes Bruchsteinbauwerk mit einem nahezu quadratischen Saal, einem schwach eingezogenen Chor mit dreiseitigem Schluss und Strebepfeilern, das von einem kräftigen Dachreiter in Jugendstilformen akzentuiert ist. Die ursprünglich gotischen Fenster wurden barockisiert.
Das Innere ist flach gedeckt mit einer Mittelsäule des 16. Jahrhunderts. Die Deckenbemalung in Blau und Grün mit christlichen Symbolen wurde 1822 von Gottfried Heyne, einem Tischler aus Mutzschen ausgeführt. Emporen sind an drei Seiten eingebaut, die Nordempore stammt von 1676. Der spitzbogige Triumphbogen wurde nach Inschrift im Jahr 1682 eingezogen.

## Ausstattung
Die Kirche erhielt durch Stiftungen der Familie von Starschedel eine ungewöhnlich reiche Ausstattung. Das Hauptstück ist der Altar von J. C. Regel aus dem Jahr 1766 mit einem architektonischen Rahmen in Rokoko-Schnitzwerk, das Altargemälde zeigt eine Darstellung von Christus am Ölberg von J. G. Lonckewitz. Die prachtvolle Kanzel aus Elbsandstein wurde 1612 als Epitaph für Elisabeth geb. von Schlieben und ihren Sohn Wolf von Starschedel geschaffen; sie ist laut Inschrift ein Werk von Melchior Kunze aus Meißen als vermutlich frühestes der gesicherten Werke dieses Meisters. An der Kanzelbrüstung zeigen szenische Reliefs zwischen Hermenpilastern die Geburt Christi, den Gekreuzigten mit einer Darstellung der knienden Elisabeth von Starschedel (mit Wappen ausgewiesen), die Grablegung, Auferstehung und das Jüngste Gericht. Unter dem Kanzelkorb ist die Freifigur des Wolf von Starschedel angeordnet, in Ritterrüstung kniend, den Kopf aufgerichtet und zum Altar gewandt.
Der Taufstein in Kelchform ist mit von Rollwerk gerahmten Schriftfeldern vom Anfang des 17. Jahrhunderts versehen. Ein hölzernes Wandepitaph erinnert an Heinrich von Bünau († 1699). In der Südostecke des Saales ist das Epitaph für zwei Kinder derer von Starschedel als Relief mit den Verstorbenen zu beiden Seiten eines Engels, mit vier Wappen von 1626 aufgestellt.
Die Orgel ist ein Werk von Emil Müller aus dem Jahr 1904, das 1912 von der Firma Schmeisser umgebaut wurde; es steht in einem Gehäuse von Johann Gottlieb Döltzsch (auch: Delitzsch) aus dem Jahr 1755.